# سيمون زينك
سيمون زينك (بالإنجليزية: Simon Zenke)‏ (24 ديسمبر 1988 بكادونا في نيجيريا - ) هو لاعب كرة قدم نيجيري في مركز الهجوم. لعب مع سامسون سبور وشانلي أورفا سبور ونادي إسطنبول باشاكشهر ونادي ستراسبورغ ونادي كارديمير كارابوك سبور ونادي نانسي ونيجر تورنادو.

## روابط خارجية
- سيمون زينك على موقع اتحاد تركيا (لاعب) (الإنجليزية)
- سيمون زينك على موقع قاعدة بيانات كرة القدم.إي يو (الإنجليزية)
- سيمون زينك على موقع Soccerway.com (الإنجليزية)
- سيمون زينك على موقع عالم كرة القدم.نت (الإنجليزية)
- سيمون زينك على موقع AS.com (الإسبانية)